# Hadiya Davletshina
 Hadiya Davletshina  en baskir: Дәүләтшина Һәҙиә Лотфулла ҡыҙы, cuyo nombre real era Hadiya Lutfulovna Davletshina (5 de marzo de 1905 – 5 de diciembre de 1954) fue una poeta, escritora y dramaturga basquir nacida en el Imperio ruso.
Nació el 5 de marzo de 1905 en la localidad de Jasanovo, en el actual raión de Bolshechernigovsky, en el Óblast de Samara, procedente de una familia pobre de campesinos. En 1920 trabajaba como maestra en la localidad de Dengizbaevo, en el óblast de Samara y estudió en la Universidad Pedagógica Tártara-basquir en Samara. Em 1932 estudió en el Instituto de Moscú para la preparación de los editores. Un año después trabajaba en la sección literaria del diario de la República Autónoma Socialista Soviética de Baskiria. Entre 1935 y 1937 estudió en el Instituto Pedagógico Baskir, y a partir de 1937 vivió exiliada en Birsk, donde falleció.